# Манді (Техас)
Манді (англ. Munday) — місто (англ. city) в США, в окрузі Нокс штату Техас. Населення — 1246 осіб (2020).

## Географія
Манді розташоване за координатами 33°26′50″ пн. ш. 99°37′26″ зх. д. / 33.44722° пн. ш. 99.62389° зх. д. (33.447102, -99.623904).  За даними Бюро перепису населення США в 2010 році місто мало площу 3,70 км², уся площа — суходіл.

## Демографія
Згідно з переписом 2010 року, у місті мешкало 1300 осіб у 526 домогосподарствах у складі 338 родин. Густота населення становила 352 особи/км².  Було 676 помешкань (183/км²).
Расовий склад населення:
| - 70,5 % — білих - 7,0 % — чорних або афроамериканців - 0,5 % — корінних американців - 18,8 % — осіб інших рас |

До двох чи більше рас належало 3,2 %. Частка іспаномовних становила 38,2 % від усіх жителів.
За віковим діапазоном населення розподілялося таким чином: 28,1 % — особи молодші 18 років, 49,7 % — особи у віці 18—64 років, 22,2 % — особи у віці 65 років та старші. Медіана віку мешканця становила 38,2 року. На 100 осіб жіночої статі у місті припадало 88,4 чоловіків;  на 100 жінок у віці від 18 років та старших — 85,1 чоловіків також старших 18 років.
Середній дохід на одне домашнє господарство  становив 44 753 долари США (медіана — 33 850), а середній дохід на одну сім'ю — 52 115 доларів (медіана — 43 333). За межею бідності перебувало 23,7 % осіб, у тому числі 43,1 % дітей у віці до 18 років та 13,3 % осіб у віці 65 років та старших.
Цивільне працевлаштоване населення становило 555 осіб. Основні галузі зайнятості: сільське господарство, лісництво, риболовля — 24,7 %, освіта, охорона здоров'я та соціальна допомога — 20,7 %, публічна адміністрація — 13,3 %, роздрібна торгівля — 13,2 %.